# ソステヌート (ショパン)
ソステヌート 変ホ長調 KK. IVb-10は、フレデリック・ショパンが作曲したピアノのための小品である。ワルツに分類される場合は通し番号を付けてワルツ第18番と呼ばれることもある。

## 概要
1952年にイギリスの個人所蔵から発見され、1955年4月にロンドンのFrancis Day & Hunter社から出版された。献呈先は弟子のエミール・ガイヤールであり、自筆譜（現在はパリ音楽院に所蔵されている）には「1840年7月20日 パリにて」と書かれている。
緩やかな4分の3拍子のため、ワルツに分類されることもあるが、自筆譜にはワルツという題名は無く、ただ「ソステヌート (Sostenuto)」と書かれているのみであるため、ショパン研究家であるモーリス・ブラウンはマズルカ、もしくは夜想曲に分類されるべき曲であると述べている。
パリ音楽院のサイトリーディング試験にこの楽曲が用いられた。曲のタイトルは"Lecture à vue"となっている。

## 曲の構成
変ホ長調、ソステヌート、二部形式。
変ホ長調の音階に属さないF#、C♭音を旋律線に挿入している。後半部は転調しないが、左手の低く憂いを含んだメロディが印象的である。
ダ・カーポの指示は書かれていないが、関孝弘は、前半部を繰り返す三部形式の形で演奏するのも良いであろう、とコメントしている。